# Mako Tabuni
Mako Tabuni, né le 24 avril 1979 à Wamena et mort assassiné le 14 juin 2012 à Jayapura, est un militant des intérêts papous et le vice-président du Comité national pour la Papouasie occidentale.

## Biographie
Mako Tabuni est né à Wamena. Avec des membres de sa famille, il est victime de violations des droits de l'homme en Papouasie occidentale, en 1980.

### Meurtre
Le 14 juin 2012, Mako Tabuni est tué sans sommation alors qu'il marche près de son domicile à Wamena, par la police indonésienne en civil,. Ceci provoqua des manifestations et des émeutes massives et violentes. Les activistes ont depuis affirmé que Mako Tabuni avait été tué intentionnellement, ce qui constitue une infraction à la loi indonésienne. Le porte-parole de la police a déclaré qu'il avait été abattu parce qu'il avait résisté lors de son arrestation,, cependant l'opinion de la police a été contestée par des témoins oculaires[réf. souhaitée]. Ces témoins ont également affirmé que Mako était toujours en vie lorsqu'il est entré dans l'hôpital de la police à Jayapura et qu'il est décédé pendant sa garde à vue[réf. souhaitée]. 

### Réactions
Le président d'Indonésie, Susilo Bambang Yudhoyono, a reconnu que les forces de sécurité indonésiennes avaient parfois réagi de manière excessive, mais a également indiqué que les attaques étaient « à petite échelle et ne comptaient que peu de victimes ».
Dans une déclaration officielle, le chef de la police nationale, le général Timur Pradopo, a déclaré que Tabuni avait été tué après s'être emparé de l'arme d'un policier qui tentait de l'arrêter et s'était échappé,. Il était recherché pour « avoir provoqué des troubles dans la province » selon le chef de la police de Papouasie, le major général Bigman Lumban Tobing. 
Des représentants de la « Commission for the Disappeared and Victims of Violence » (commission des personnes disparues et des victimes de violences) qui ont interrogé des témoins oculaires, ont déclaré que Tabuni avait été soudainement abattu par balle par un tireur non identifié, alors qu'il marchait seul près d'un complexe résidentiel. Après la mort de Tabuni, un groupe important de manifestants s'est déchaîné à Jayapura, beaucoup d'entre eux portant des machettes et des flèches. Les magasins ont été fermés pendant les émeutes de masse et de nombreux citoyens ont eu peur de quitter leur domicile. Cependant, pendant que la polémique enflait, les chefs de tribus et d'indépendance demandaient à leurs partisans à maintenir la discipline, craignant qu'une réaction violente ne donne à la police indonésienne des justifications pour détruire le mouvement indépendantiste. Selphius Bobii, prisonnier politique, déclare : « L'assassinat de Tabuni fait partie d'un scénario visant à détruire l'engagement de la lutte papoue sur une voie pacifique et à pousser les Papous à la violence.  Alors contrôlons-nous. Ne vous laissez pas prendre à ce scénario qui ne fera qu'affaiblir notre lutte pacifique qui se répercute actuellement dans tout notre pays et jusqu'à l'ONU ».

### Obsèques
Après la mort de Tabuni, les autorités policières ont d'abord refusé de remettre son corps à sa famille, affirmant qu'elles effectueraient l'enterrement de Tabuni elles-mêmes. Ils ont plus tard changé de décision; la famille de Tabuni put ainsi récupérer son corps à l'hôpital de la police de Bhayangkara, en prévision de l'inhumation qui eut lieu le 16 juin 2012 à Wamena. 